# Eberhard Hanfstaengl
Eberhard Viktor Eugen Hanfstaengl (ur. 10 lutego 1886 w Sarreguemines, zm. 10 stycznia 1973 w Monachium) – niemiecki historyk sztuki.
Od 1925 pełnił funkcję dyrektora w monachijskiej Städtische Galerie im Lenbachhaus. Po dojściu do władzy Adolfa Hitlera i nazistów w lipcu 1933 ze względów politycznych ze stanowiska dyrektora Narodowej Galerii Sztuki w Berlinie zwolniono Ludwiga Justi, jego miejsce zajął Alois Schardt, ale po czterech miesiącach z powodów zbyt mało radykalnego podejścia do sztuki obcej i on stracił stanowisko. Na nowego dyrektora wybrano Eberharda Hanfstaengla, 1 stycznia 1934 uzyskał on mianowanie na profesora, z ramienia sektora kultury był jednym z podpisujących postawiony po śmierci Paula von Hindenburga wniosek o referendum w sprawie połączenia funkcji prezydenta i kanclerza Rzeszy. W 1937 usunięto go z funkcji dyrektora z powodu niezadowalających efektów współpracy oraz zbyt umiarkowanych poglądów w dziedzinie sztuki. Szczególnie negatywnie naziści ocenili jego niechęć do pracy w tzw. „Nowym Wydziale”, którego zadaniem było usunięcie ze zbiorów wszystkich niemieckich galerii i muzeów tzw. sztuki zdegenerowanej. Hanfstaengl dokonywał weryfikacji obrazów uznanych za kwalifikujących się do sztuki zdegenerowanej i starał się część z nich uratować. Na przykładzie kolekcji Ismara Littmanna z Wrocławia zauważalne jest, że pewna część obrazów uniknęła spalenia. Po usunięciu go ze stanowiska na jego następcę wybrano radykalnego w swoich działaniach Paula Ortwina Ravego.
Od 1945 do 1953 był dyrektorem generalnym Bayerische Staatsgemäldesammlungen (Bawarskich Państwowych Zbiorów Malarstwa).

## Odznaczenia
- 1953 – Order Zasługi Republiki Federalnej Niemiec;
- 1959 – Bawarski Order Zasługi